# Cosmodrome de Iasny
| \| Localisation de Iasny (Dombarovski) sur le territoire de la Russie (en jaune) · Iasny \| Localisation de Iasny (Dombarovski) sur le territoire de la Russie (en jaune) |
| Localisation de Iasny (Dombarovski) sur le territoire de la Russie (en jaune) · Iasny                                                                                     |

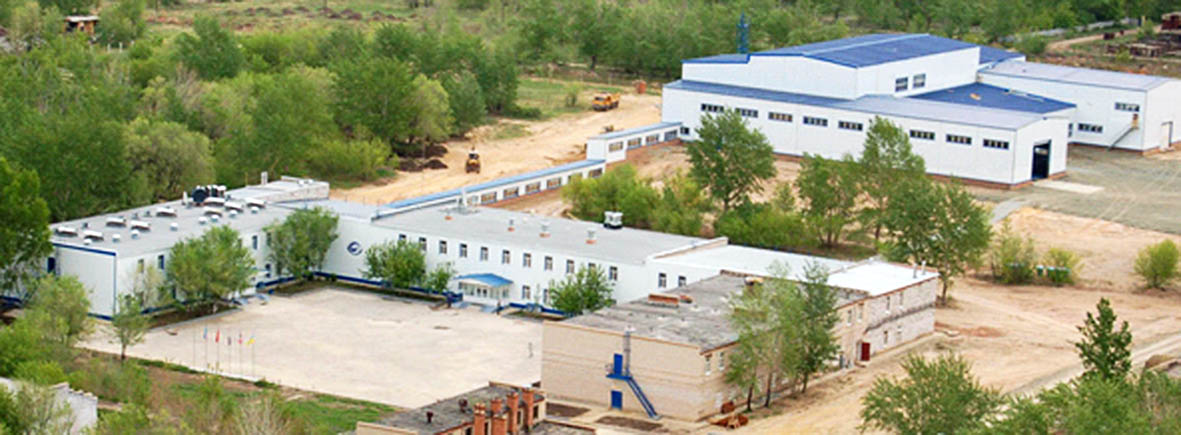
Bâtiments d'assemblage et de test de la base spatiale

Le cosmodrome de Iasny (en russe : Домбаровский) est une base de lancement russe utilisée de manière très épisodique et située près du village de Dombarovsky non loin de la ville de Iasny, dans l'oblast d'Orenbourg au sud de l'Oural. Le site héberge également une base de missiles balistiques intercontinentaux des Forces des fusées stratégiques de la fédération de Russie. Des escadrilles de chasseurs intercepteurs étaient également basés sur ce site où elles disposaient de trois pistes en dur.

## Utilisation
Le cosmodrome a été utilisé à 10 reprises pour lancer des satellites entre 2006 et 2015. Tous les lancements ont été effectués par des lanceurs Dnepr, missiles balistiques commercialisés par la société Kosmotras et tirés depuis un silo.
Le 22 décembre 2004, l'armée russe a procédé à un tir de missile balistique intercontinental R-36M2 depuis ce site vers la péninsule du Kamtchatka.

## Liste des lancements
Les 10 lancements ont été des succès.
| N° vol | Date             | Satellite            | Pays                | Type satellite                      | Identifiant COSPAR |
| ------ | ---------------- | -------------------- | ------------------- | ----------------------------------- | ------------------ |
| 1      | 12 juillet 2006  | Genesis I            | Etats-Unis          |                                     | 2006-029A          |
| 2      | 28 juin 2007     | Genesis II           | Etats-Unis          |                                     | 2007-028A          |
| 3      | 1er octobre 2008 | THEOS (en)           | Thaïlande           |                                     | 2008-049A          |
| 4      | 15 juin 2010     | Picard               | France              |                                     | 2010-028A          |
| 4      | 15 juin 2010     | Prisma (Mango)       | Suède               |                                     | 2010-028B          |
| 4      | 15 juin 2010     | BPA-1                | Ukraine             |                                     | 2010-028C          |
| 4      | 15 juin 2010     | Prisma (Tango)       | Suède               |                                     | 2010-028F          |
| 5      | 17 août 2011     | EduSAT               | Italie              |                                     | 2011-044A          |
| 5      | 17 août 2011     | NigeriaSat-2         | Nigeria             |                                     | 2011-044B          |
| 5      | 17 août 2011     | NigeriaSat-X         | Nigeria             |                                     | 2011-044C          |
| 5      | 17 août 2011     | RASAT (en)           | Turquie             |                                     | 2011-044D          |
| 5      | 17 août 2011     | AprizeSat-5          | USA                 |                                     | 2011-044E          |
| 5      | 17 août 2011     | AprizeSat-6          | USA                 |                                     | 2011-044F          |
| 5      | 17 août 2011     | Sich-2               | Ukraine             |                                     | 2011-044G          |
| 5      | 17 août 2011     | BPA-2                | Ukraine             |                                     | 2011-044H          |
| 6      | 22 août 2013     | KOMPSAT-5            | Corée du Sud        |                                     | 2013-042A          |
| 7      | 21 novembre 2013 | DubaiSat 2           | Émirats Arabes Unis |                                     | 2013-066D          |
| 7      | 21 novembre 2013 | STSAT-3              | Corée du Sud        |                                     | 2013-066G          |
| 7      | 21 novembre 2013 | SkySat-1             | USA                 |                                     | 2013-066C          |
| 7      | 21 novembre 2013 | + 30 CubeSats        |                     |                                     |                    |
| 8      | 19 juin 2014     | Deimos-2             | Espagne             |                                     | 2014-033D          |
| 8      | 19 juin 2014     | KazEOSat-2           | Kazakhstan          |                                     | 2014-033A          |
| 8      | 19 juin 2014     | 35 autres satellites |                     |                                     |                    |
| 9      | 6 novembre 2014  | ASNARO-1             | Japon               | Satellite d'observation de la Terre | 2014-070A          |
| 9      | 6 novembre 2014  | Hodoyoshi 1          | Japon               | Satellite d'observation de la Terre | 2014-070B          |
| 9      | 6 novembre 2014  | ChubuSat 1           | Japon               | Satellite d'observation de la Terre | 2014-070C          |
| 9      | 6 novembre 2014  | QSat-EOS             | Japon               | Satellite d'observation de la Terre | 2014-070D          |
| 9      | 6 novembre 2014  | Tsubame              | Japon               | Satellite d'observation de la Terre | 2014-070E          |
| 10     | 26 mars 2015     | KOMPSAT-3A           | Corée du Sud        | Satellite d'observation de la Terre | 2015-014A          |